# Georg Huth
Georg Huth, né le 25 février 1867 à Krotoschin (province de Posnanie, en royaume de Prusse) et mort le 1er juin 1906, est un orientaliste et explorateur prussien. Mongoliste, il est le fondateur de la tibétologie en Allemagne en tant que champs de recherche.
Il étudie le chinois, mandchou, mongol et tibétain sous l'enseignement de Georg von der Gabelentz (1840-1893) et le sinologue et toungousologue  Wilhelm Grube (1855-1908). Il étudie également le sanskrit, l'avestique, le pali, et les langues de l'hindoustani avec les universitaires Paul Jakob Deussen (1845-1919), Hermann Oldenberg (1854-1920), Friedrich Rosen (1856-1935), et Albrecht Weber (1825-1901).

## Biographie
Né le 25 février 1867 à Krotoszyn, il est le fils d'Aron Huth, décédé en 1893, directeur d'un orphelinat juif et de sa femme, Dina Zaduck.
Il entre à l'Université de Berlin en 1885 et obtient un doctorat à l'Université de Leipzig en juin 1889. Alors que Huth étudie des langues d'Asie du Sud, de l'Est et centrale dont le sanskrit, le pali, le mandchou, le mongol et le chinois - avec des orientalistes de son époque, il est autodidacte pour le tibétain. De retour à Berlin, Huth obtient son habilitation en tibétologie et études mongoles à l'université de Berlin en 1892. Il traduit et édite des versions tibétaines du Pratimoksha Sutra et du Chandoratnākara.
En 1891, il a une chaires pour enseigner les langues d'Asie centrale et le bouddhisme en tant que professeur auxiliaire à l'université. Avec l'enseignement de Huth à Berlin, la tibétologie a commencé à être enseignée comme une discipline à l'université de Berlin pour la première fois. L'étude la plus importante de Huth sur le Tibet comprend deux volumes en traduction allemande et une édition tibétaine du Hor chos 'byung, ou l'Histoire du bouddhisme, écrite en 1819 en Mongolie. Huth a également publié le décodage d'une inscription tibéto-mongole du début du XVIIe siècle et un catalogue des commentaires des sutra dans le Tenjur tibétain.
En 1897 il entreprend en voyage en Sibérie afin d'étudier le Toungouse, et reçoit pour cela des subventions  de l'Académie impériale des sciences de Saint-Pétersbourg.[réf. nécessaire]
Avec Albert Grünwedel, orientaliste et collègue berlinois, Huth entreprend la première expédition allemande de Turfan au Turkestan oriental en 1902. Comme Huth, Grünwedel s'intéresse à la tibétologie. Au début du XXe siècle, il publia diverses traductions de la littérature tibétaine, n'a jamais enseigné le tibétain à l'université de Berlin. L'expédition Turfan a été organisée sous la direction du Musée d'ethnologie de Berlin, où Grünwedel est employé comme directeur adjoint et professeur. Quand Grünwedel revint à Berlin en 1903, il rapporte une collection de manuscrits et d'objets qui formèrent le début de la collection Berlin Turfan. Huth lui-même est resté au Turkestan occidental pendant encore un an pour étudier les dialectes et le folklore turkmènes. Malheureusement pour Huth et pour le développement ultérieur de la tibétologie à Berlin, il ne s'est jamais complètement remis des rigueurs de son long voyage de recherche et est décédé à Berlin en 1906, à seulement 39 ans.

## Publications
- Die Zeit des Kālidāsa (Berlin, 1889) ;
- The Chandoratnākara of Ratnākaraçānti (texte en Sanskrit avec traduction Tibétaine), travail sur la prose sanskrite prosody (ib. 1890) ;
- Geschichte des Buddhismus in der Mongolei: aus dem Tibetischen des 'Jigs-med-nam-mkha' (vol. i, Tibetan text; vol. ii, German transl., Strasbourg, 1892-96) ;
- Die Inschriften von Tsaghan Baišing, textes tibétains et mongols avec notes linguistiques et historiques, imprimée avec le soutien de la Société orientale allemande (Leipzig, 1894) ;
- Die Tungusische Volkslitteratur und Ihre Ethnologische Ausbeute, dans le bulletin de l'Académie des sciences de Saint-Pétersbourg (1901).